# Manganga
Manganga est un village de la région du Centre du Cameroun, situé dans la commune de Nguibassal. 

## Population et développement
En 1962, la population de Manganga était de 181 habitants. La population de Manganga était de 365 habitants dont 178 hommes et 187 femmes, lors du recensement de 2005.     